# سيموني كولومبي
سيموني كولومبي (بالإيطالية: Simone Colombi) (1 يوليو 1991 في إيطاليا - ) هو لاعب كرة قدم إيطالي في مركز حراسة المرمى. شارك مع منتخب إيطاليا تحت 16 سنة لكرة القدم ومنتخب إيطاليا تحت 17 سنة لكرة القدم ومنتخب إيطاليا تحت 19 سنة لكرة القدم ومنتخب إيطاليا تحت 20 سنة لكرة القدم ومنتخب إيطاليا تحت 21 سنة لكرة القدم. أما مع النوادي، فقد لعب مع أتالانتا ونادي ألساندريا ونادي بادوفا ونادي باليرمو ونادي كاربي ونادي كالياري ونادي مودينا ويو أس بركوليتزه 1932 ويوفي ستابيا.

## وصلات خارجية
- سيموني كولومبي على موقع قاعدة بيانات كرة القدم.إي يو (الإنجليزية)
- سيموني كولومبي على موقع Soccerway.com (الإنجليزية)
- سيموني كولومبي على موقع عالم كرة القدم.نت (الإنجليزية)
- سيموني كولومبي على موقع AS.com (الإسبانية)